# Суркис, Григорий Михайлович
Григорий Михайлович Суркис (укр. Григорій Михайлович Суркіс; род. 4 сентября 1949, Одесса) — украинский бизнесмен и политик, футбольный функционер. Вице-президент УЕФА с 24 мая 2013 года по 7 февраля 2019 года. Сейчас — почётный член УЕФА. Президент Федерации футбола Украины (ФФУ) до сентября 2012 года, сейчас — почётный президент ФФУ. Народный депутат Украины III и IV созывов (1998—2006) от фракции СДПУ (о). Народный депутат Украины IX созыва (с 2019) от партии «Оппозиционная платформа — За жизнь». Секретарь Комитета по вопросам молодежи и спорта Верховной Рады Украины.

## Семья
Родился 4 сентября 1949 года в Одессе. Отец — Михаил (Рахмиль) Давидович Суркис (10 декабря 1919 года — 4 февраля 2021 года), военный врач. Мать — Римма Яковлевна (19 октября 1926 года — 10 мая 2014 года), работник торговли. Брат — Игорь Суркис, президент ФК «Динамо» Киев.

## Образование и карьера
Образование высшее, в 1972 году окончил Киевский технологический институт пищевой промышленности по специальности «Машины и аппараты пищевых производств», квалификация — инженер-механик.
В 1972—1974 годах: старший инженер конторы технического снабжения Главплодвинпрома УССР.
1974—1975: мастер РСУ-1 треста «Укрремстройматериалы» (Харьков).
1975—1988: прораб, начальник снабжения, замначальника РСУ № 3, главный инженер, начальник управления производственно-технологической комплектации треста «Киевжилремстроймонтаж» Киевского горжилуправления.
1988—1991: главный инженер, начальник управления производственно-технологической комплектации, заместитель начальника производственного жилищно-ремонтного объединения Киевского горисполкома.
1991—1993: генеральный директор СП «Динамо-Атлантик», начальник управления комплектации Киевского горисполкома.
1993—1998: президент Украинского промышленно-финансового концерна «Славутич».

## Украинский футбол/спорт
1993—1998: президент ФК «Динамо» Киев.
1998—2002: почетный президент ФК «Динамо» Киев.
1996—2000: президент Профессиональной футбольной лиги Украины, вице-президент Федерации футбола Украины.
С 1997: посол от Украины в Еврокомиссии по вопросам спорта, толерантности и Честной Игры.
1998—2006: первый заместитель Парламентского комитета по вопросам молодежной политики, физической культуры и спорта.
С 1998: член Национального олимпийского комитета Украины.
2000—2012: президент Федерации футбола Украины.
С 2006: вице-президент Национального олимпийского комитета Украины.
С 2012: почетный президент Федерации футбола Украины.

## УЕФА/ФИФА
2000—2012: член Комитета национальных ассоциаций ФИФА.
2002—2004: член Комитета УЕФА по профессиональному футболу.
2004—2007: кооптированный член Исполкома УЕФА, член Рабочей группы по футбольному развитию.
2007—2019: член Исполнительного комитета УЕФА.
2007—2009: председатель Комитета УЕФА по футзалу и пляжному футболу.
2007—2013: заместитель председателя Комитета УЕФА по стадионам и безопасности.
2009—2011: председатель Комитета УЕФА по детско-юношескому и любительскому футболу, заместитель председателя Комитета УЕФА по женскому футболу.
2011—2013: председатель Комитета УЕФА по соревнованиям для сборных.
2013—2015: заместитель председателя Комитета УЕФА по маркетинговым консультациям.
2013—2015: председатель Комитета УЕФА по стадионам и безопасности.
2013—2016: член Оргкомитета по организации Клубного чемпионата мира ФИФА
2015—2017: председатель Комитета УЕФА по маркетинговым консультациям.
2017—2019: член Совета UEFA Events SA
2017—2019: председатель Комитета УЕФА по национальным ассоциациям.
2017—2019: заместитель председателя Комитета УЕФА по детско-юношескому и любительскому футболу.
2013—2019: представитель Исполкома УЕФА в Стратегическом совете по профессиональному футболу.
2013—2019: вице-президент УЕФА.
С 2019: почетный член УЕФА

## Политическая карьера
1998—2006: народный депутат Украины III и IV созывов, член фракции СДПУ(о). Долгое время входил в руководящие органы партии.
С 2019: народный депутат Украины IX созыва, член партии Оппозиционная платформа — За жизнь. Секретарь Комитета по вопросам молодежи и спорта Верховной Рады Украины. Член Подкомитета по вопросам спорта высших достижений и спортивной деятельности. Член Подкомитета по вопросам физической культуры и массового спорта.
После начала российского вторжения уехал из Украины.

## Уголовные дела
19 марта 2019 г. в Единый реестр досудебных расследований было внесено уголовное производство № 12018110200001859 в отношении бывшего президента Федерации футбола Украины Григория Суркиса. Предварительная квалификация в деле — 191 ч.5 Уголовного кодекса Украины — присвоение, растрата имущества или завладение им путем злоупотребления служебным положением в особо крупных размерах и/или организованной группой лиц.
Уголовное производство касается строительства учебно-тренировочной базы для национальных сборных в селе Гореничи под Киевом. В 2003 году бывший президент ФФУ Григорий Суркис и вице-президент ФФУ Александр Бандурко заявил о строительстве спортивной базы. На площади в 40 га должны были построить манеж и 10 полноценных футбольных полей.
Средства для строительства было собрано из отечественных клубов, которым УЕФА осуществила «платежи солидарности» в течение четырех лет: с сезона-2000/2001 к сезону-2003/2004.
На строительство в Гореничах было направлено 12 млн гривен (по курсу 2003 года почти 2 млн евро).
Спортивная база не была построена.

## Коррупционные скандалы
В ноябре 2019 Украинская ассоциация футбола обратилась к ГБР, ГПУ и МВД с заявлением о совершении экс-президентом ФФУ Григорием Суркисом уголовного преступления на 380 млн евро.
В своей мотивации УАФ опирается на расследование немецкого издания Der Spiegel под названием «Как выплаты УЕФА оказались на Британских Виргинских островах» и на результаты внутреннего расследования.
По данным Der Spiegel, начиная с 1999 года (более 15 лет) УЕФА перечислял средства, в целом 380 млн евро, предназначенные для Федерации футбола Украины и развития украинского футбола, оффшорной компании Newport Management Limited.
Эта компания зарегистрирована на Британских Виргинских островах и, по данным издания, контролируется Григорием Суркисом, который с 2000 по 2012 год возглавлял ФФУ, а также более 10 лет (до февраля 2019 г.) был членом Исполкома УЕФА.
21 января 2020 года в постановлении Голосеевского райсуда Киева было указано, что полиция и офис генпрокурора расследуют присвоения средств УЕФА, которые Федерация футбола Украины во времена председательства Григория Суркиса получала на оффшорную компанию-посредника «Ньюпорт Менеджмент Лтд».

#### FootballLeaks-2
В Германии при авторстве журналистов Рафаэля Бушманна и Михаэля Вулцингера и известного издания Der Spigel вышла книга FootballLeaks-2.
В отдельном разделе книги под названием «Украинское братство» (Ukrainische Bruderschaft) описывается путь Игоря и Григория Суркиса в футболе, а также их взаимодействие с оффшором Newport, через которые проходят все деньги столичного клуба с 1993 года. В своей книге авторы ссылаются на документы Football Leaks.
В книге говорится о том, что "Киевское «Динамо» с 1993 года финансово полностью связано с компанией Newport, которую контролирует нынешний босс клуба Игорь Суркис. Ссылаясь на данные из ФИФА, авторы отмечают, что в 2011—2017 годах на покупку 82 футболистов киевское «Динамо» из Newport потратило 324 миллионов долларов. То есть, налоги с этой суммы в Украине не были оплачены.

#### «Криминал в Киеве»
18 декабря 2019 немецкое издание Kicker выпустило статью с заголовком «Криминал в Киеве». В статье говорится о том, как средства от УЕФА для украинского футбола попали в офшорную компанию, контролируемую братьями Суркисами.

#### Шубы для арбитра
В 1995 году братья Суркисы пытались дать взятку испанскому арбитру Лиги чемпионов Антонио Лопесу Ньето перед матчем «Динамо» — «Панатинаикос». Они предложили две норковые шубы и $30 тыс. За действия Суркисов «Динамо» сняли с розыгрыша Лиги Чемпионов и дисквалифицировали на год.

## Награды и регалии
- Орден князя Ярослава Мудрого III степени (3 сентября 2014 года) — за выдающийся личный вклад в развитие отечественного футбола, подъема международного спортивного авторитета Украины, многолетнюю плодотворную профессиональную деятельность[14].
- Орден князя Ярослава Мудрого IV степени (5 июля 2012 года) — за значительный личный вклад в подготовку и проведение на Украине финальной части чемпионата Европы 2012 года по футболу, успешную реализацию инфраструктурных проектов, обеспечение правопорядка и общественной безопасности во время турнира, повышение международного авторитета Украинского государства, высокий профессионализм[15].
- Орден князя Ярослава Мудрого V степени (19 августа 2006 года)[16]
- Орден Украинской Православной церкви «Апостола Князя Владимира» I степени (2006)
- Полный кавалер Ордена «За заслуги» — І (2004 год)[17][18], ІІ (22 августа 1998 года)[19] и III степеней (1996 год).
- Почётный знак отличия Президента Украины (22 августа 1996 года)[20]
- Почётная грамота Кабинета Министров Украины (09.2004)
- Командор ордена «За заслуги перед Итальянской Республикой» (1996)[21]
- Почётный гражданин Харьковской области (2008)[22]
- Первая независимая украинская премия «Прометей-престиж» и титул «Человек года» в 1996—1999 гг.